# Potter's Field
Potter's Field är det andra studioalbumet från amerikanska rockbandet 12 Stones. Det utgavs 24 augusti 2004. Albumet debuterade på plats #29 på Billboard 200. I oktober 2008 hade albumet sålts i 325 422 exemplar.
Sångaren Paul McCoy skrev "Photograph" som en reaktion på hans systers kompis självmord. Låten var med på soundtracket till filmen Elektra.

## Låtlista
1. "Shadows"  – 3:45
2. "The Last Song"  – 3:25
3. "Far Away"  – 3:21
4. "Speak Your Mind"  – 4:02
5. "Lifeless"  – 3:42
6. "Bitter"  – 3:34
7. "Photograph"  – 3:58
8. "3 Leaf Loser"  – 4:37
9. "Stay"  – 4:30
10. "Waiting for Yesterday"  – 3:51
11. "In Closing"  – 3:59

## Singlar
1. "Far Away"
2. "Photograph"